# Mongolia Cup 2016
Der Mongolia Cup 2016, auch als MFF Cup oder MFF Tsom bekannt, war ein jährlich stattfindender Pokalwettbewerb in der Mongolei. Organisiert wurde der Wettbewerb vom mongolischen Verband, der Mongolian Football Federation. Der Wettbewerb endete mit dem Endspiel am 13. Oktober 2016. Titelverteidiger war der Erchim FC.

## Achtelfinale
| Datum              |                            | Ergebnis        |                 |
| ------------------ | -------------------------- | --------------- | --------------- |
| 21. September 2016 | Ulaanbaataryn Unaganuud FC | 4:4 (2:4 i. E.) | Deren FC        |
| 23. September 2016 | Khoromkhon Club            | 3:0             | Erchim FC       |
| 24. September 2016 | Athletic 220 FC            | 9:1             | FC Sumida-Gepro |
| 26. September 2016 | Beşiktaş FC                | 1:5             | Goyo FC         |
| 27. September 2016 | SP Falcons                 | 2:4             | Khangarid FC    |
| 29. September 2016 | Soëmbyn Barsuud            | 1:3             | Şaryn Gol       |
| 30. September 2016 | Ulaanbaatar City FC        | 8:4             | FC Ulaanbaatar  |
| 1. Oktober 2016    | Western FC                 | 7:0             | Titan FC        |

## Viertelfinale
| Datum           |                 | Ergebnis  |                     |
| --------------- | --------------- | --------- | ------------------- |
| 4. Oktober 2016 | Deren FC        | 3:0       | Goyo FC             |
| 5. Oktober 2016 | Western FC      | 3:4 n. V. | Khoromkhon Club     |
| 5. Oktober 2016 | Şaryn Gol       | 0:4       | Ulaanbaatar City FC |
| 5. Oktober 2016 | Athletic 220 FC | 2:7       | Khangarid FC        |

## Halbfinale
| Datum            |                     | Ergebnis              |                 |
| ---------------- | ------------------- | --------------------- | --------------- |
| 11. Oktober 2016 | Deren FC            | 0:0 n. V. (3:2 i. E.) | Khoromkhon Club |
| 11. Oktober 2016 | Ulaanbaatar City FC | 1:2                   | Khangarid FC    |

## Finale
| Datum            |          | Ergebnis |              |
| ---------------- | -------- | -------- | ------------ |
| 13. Oktober 2016 | Deren FC | 0:3      | Khangarid FC |